# Scepanotrocha galeata
Scepanotrocha galeata är en hjuldjursart som beskrevs av Colin Milne 1916. Scepanotrocha galeata ingår i släktet Scepanotrocha och familjen Habrotrochidae. Inga underarter finns listade i Catalogue of Life.